# Powiat samborski (Galicja)
Powiat samborski – dawny powiat kraju koronnego Królestwo Galicji i Lodomerii, istniejący w latach 1867–1918.
Siedzibą c.k. starostwa był Sambor. Powierzchnia powiatu w 1879 roku wynosiła 9,3165 mil kw. (536,07 km²), a ludność 75 402 osoby. Powiat liczył 82 osady, zorganizowane w 80 gmin katastralnych.
Na terenie powiatu działały 2 sądy powiatowe – miejsko-delegowany w Samborze, i w Łące.

## Starostowie powiatu
- Józef Hordyński (1871–1882)
- Rudolf Gubatta (1890)
- Bogusław Kieszkowski (od ok. 1890[1] do ok. 1912[2])

## Komisarze rządowi
- Mikołaj Hołyński (1871)
- Deodat Krzysztofowicz (1871)
- Kacper Sowiński (1879)
- Wilhelm Kreutz (1879–1882)
- Ferdynand Pawlikowski (1882)
- Wilhelm Kreutz (1890)
- Bogusław Kieszkowski[3], m.in. w 1903[4]

## Komisarze powiatowi
- Adam Skarzyński (1917)[5]